# Scotogramma chimaera
Scotogramma chimaera är en fjärilsart som beskrevs av Rothschild 1920. Scotogramma chimaera ingår i släktet Scotogramma och familjen nattflyn. Inga underarter finns listade.